# 哥林多前書
《哥林多前書》或譯《格林多前書》（希臘語：ΠΡΟΣ ΚΟΡΙΝΘΙΟΥΣ Α΄），全名是《保羅達哥林多人前書》、《聖保祿宗徒致格林多人前書》，是新約圣经全书第7本书，也是使徒保羅為哥林多人所寫的第二封書信，收录在新约圣经的保罗书信集当中，第一封先前的信已散佚。
教會處在一個新舊交替的時代，新的不分種族（猶太人與非猶太人的羅馬帝國公民），以饒恕代替仇恨，崇尚聖潔的道德規範，與講究階級，放縱肉體的舊行為模式有了衝突，而犹太人泥守律法的傳統和基督徒所享的新自由，其間也多爭執。希臘尚智的文化和一種尚靈的“說方言”的熱情，同時在教會中激蕩。保羅離開哥林多不久，便聽到教會出問題的消息，這些問題不少至今仍在教會中出現。保羅對這個富有恩賜但尚在“吃奶”階段的年輕教會，寫了他所有書信中最長的一篇。

## 历史背景
哥林多是“一個醜聲遠播、奢華淫逸的城市，是東西方罪惡的淵藪”。哥林多位於伯羅奔尼撒半島和希臘大陸之間的狹窄地峽，俯瞰通往大陸的要道。在使徒保羅的日子，該城的人口約有40萬，僅次於當時的羅馬、亞歷山大和叙利亞的安提阿。哥林多東臨愛琴海，西瀕科林斯灣與伊奧尼亞海。故此哥林多這個亞該亞行省的首府，連同它兩個港口──堅革哩和萊凱阿姆──在商業上居於極重要的位置。它也是希臘的學術中心。有人評論説：“哥林多的富庶名滿天下，居民的邪惡荒淫也同樣臭名遠播。”當地舉行衆多的異教儀式，其中之一是崇拜阿佛洛狄忒（相當於羅馬女神維納斯）。好色淫蕩是哥林多人的崇拜所導致的副産品之一。
公元50年左右，使徒保羅抵達這個羅馬帝國的大都會，其中物質雖十分繁榮，道德卻極其墮落。保羅在哥林多逗留了18個月，在當地建立了一群基督徒會衆。保羅是第一個把基督的福音帶到哥林多的人；對於這些信徒，他的愛是何等深摯！他致信與哥林多人，提醒他們跟自己的屬靈關係，説：“你們學基督的，師傅雖有一萬，為父的卻是不多，因我在基督耶穌裏用福音生了你們。”（哥林多前书4:15）
由於保羅深深關注哥林多基督徒的屬靈福利，故此他在第三次海外傳道旅程期間寫了第一封給當地基督徒的信。幾年前，保羅曾在哥林多住了一段時期。如今（公元55年左右）保羅正身在以弗所。可能他收到哥林多這群較新會衆的信而需要答覆他們。此外，保羅也聽到一些令人不安的消息。這些消息實在太惱人了，以致使徒一直到信中第7章的起頭才提及哥林多人向他提出詢問的書信。特别鑑於他所聽見的消息，保羅感到不得不寫信給他在哥林多的基督徒同工。
保羅致哥林多人的第一封信讓人有機會看看哥林多會衆內部的情形。這些基督徒面臨重重困難，並且有很多問題亟待解決。由於有些分子跟從人，會衆裏發生了紛爭，且有一宗令人震驚的性不道德事件發生。有些人有信仰不同的家人。對於不信的配偶，他們應該繼續與之一起生活還是分居呢？吃用來拜祭過偶像的肉又如何？他們應該吃這些肉嗎？關於他們主持聚會的方式，包括舉行主的晚餐這個紀念儀式，哥林多人也需要勸告。婦女在會衆裏的地位該如何？此外，他們當中也有人否認復活這件事。他們所面對的困難的確很多。可是，使徒特别關注要使哥林多人在靈性上振作起來。

## 写作地点和地位
保罗在以弗所完成这封信。如何得知？首先，使徒結束書信、問候衆人時，提及亞居拉和百基拉也問候大家。（哥林多前书16:19）《使徒行傳》18:18-19表明他們由哥林多遷居到以弗所。既然亞居拉和百基拉正在以弗所居住，而保羅結束哥林多前書時提及他們問候衆人，保羅寫這信的時候就很可能身在以弗所了。然而，無可置疑的證據卻是保羅在哥林多前書16:8所説的話：“但我要仍舊住在以弗所，直等到五旬節。”所以，哥林多前書是保羅在以弗所寫成的，時間看來是他快要離開那城的時候。
哥林多前書及後書的真確性是毫無疑問的。早期基督徒都認為這兩封書信是保羅寫的，並且視之為聖經的正典而將其輯入聖經中。事實上，有一封書信名叫《克雷芒前書》，寫成於公元95年左右，由羅馬寄去哥林多。據説其中曾經至少六次提及和引用哥林多前書。作者可能引證過哥林多前書之後促請收信人“接納使徒聖保羅的信”。殉道者查斯丁、阿特那哥拉斯、伊里奈烏斯、德爾圖良都曾直接引用哥林多前書。有確鑿的證據顯示，保羅書信的全集“在第一世紀的最後十年已輯集面世了”。

## 主題特色
書中討論教会中屬靈的與道德的許多難處，顯示教會在一個堕落的異教社會中所面對的挑戰，使徒對此提出了「神的標準」與神審判的真實性，指示基督徒行為準則的最高層面是“凡事為榮耀神而作”（10:31）。本書討論的問題相當複雜，但作者卻處理的很有條理。其中有關主的晚餐與復活的真理，是新約討論最詳細者，十三章的“愛之歌”尤稱動人。

## 本書大纲
1. 序言（1章1-9節）
2. 教會紛爭 
  1. 分黨的現象（1章10-17節）
  2. 福音與屬世智慧（1章18節–2章5節）
  3. 福音與屬天智慧（2章6-16節）
  4. 傳道人的身分（3章1節–4章5節）
  5. 使徒的呼籲（4章6-21節）
3. 道德混亂
  1. 淫亂的事（5章1-13節）
  2. 訴訟的事（6章1-11節）
  3. 身體的正當運用（6章12-20節）
4. 論婚姻問題（7章:1-40節）
5. 論祭偶像之物 
  1. 知識與愛心（8章1-13節）
  2. 約束自由的榜樣（9章1-27節）
  3. 濫用自由的鑑戒（10章1-13節）
  4. 各種情況的考慮（10章14節–11章1節）
6. 論教會崇拜
  1. 女人蒙頭問題（11章2-16節）
  2. 受聖餐的問題（11章17-34節）
7. 論屬靈恩賜
  1. 恩賜的本質與功用（12章1-13節）
  2. 愛的原動力（13章1-13節）
  3. 兩種恩賜的比較及教會秩序（14章1-40節）
8. 关于復活（15章1-58節）
9. 實際計畫與結語（16章1-24節）

- 來源：證主聖經串珠註釋本

## 主要内容
主題：基督是神的能力和智慧

### 保羅揭發分門結黨的情形，敦促同工保持團結
（覆盖哥林多前书1章1節至4章21節）保羅向哥林多人致由衷的祝願。但對於他們當中的紛爭不和，保羅问道：“基督是分開的嗎？”（1:13）使徒感謝上帝，祂只為很少人施過洗，故此他們不能説是奉保羅的名受浸的。保羅傳講基督被釘的道理是使猶太人跌倒的因由，在列國的人眼中則被視為愚拙。然而上帝卻揀選了世上愚拙的、軟弱的，好叫有智慧的、强壯的羞愧。因此保羅不使用華麗的言辭，只讓弟兄們從他的話中看出上帝的靈和力量，好使他們的信心不在乎人的智慧，而是在乎上帝的力量。保羅説我們講論上帝的靈所啟示的事物，“因為聖靈參透萬事，就是上帝深奧的事也參透了。”這些事是屬血氣的人所無法了解的，只有屬靈的人才能洞悉。（哥林多前书2:10）
他們正跟從人参看哥林多前书有些人跟從亞波羅，有些人跟從保羅。但這二人是誰呢？不過是上帝藉以使哥林多人歸信的服事者罷了。栽種的、澆灌的都算不得什麽，因為“唯有上帝叫它生長”，他們只是上帝的同工而已。如火的試煉要證明誰的工作耐久。保羅告訴他們説：“你們是上帝的殿。”上帝的靈住在他們裏面。“這世界的智慧，在上帝看是愚拙的。”所以誰也不可拿人誇口，因為萬物其實都屬於上帝。
保羅和亞波羅都是上帝神聖秘密的謙卑管家，管家是應該忠於職守的。哥林多的弟兄有誰可以誇口呢？他們有什麽不是領受的呢？衆使徒成了給天使和世人觀看的戲景，當他們還是愚拙、軟弱，被視為萬物渣滓的時候，哥林多人就已經富足，已經作王統治，已經變得審慎、强壯了嗎？保羅打發提摩太去幫助哥林多人記住他在與基督有關的事上所用的方法，從而效法他。若是耶和華的旨意，保羅就必快來；他不單要認識那些趾高氣揚的人的言詞，還要認識他們的力量。

### 論保持會衆潔淨
（覆盖哥林多前书5章1節至6章20節）據報有一件令人震驚的不道德事件在哥林多人當中發生！有人竟娶了自己的繼母。會衆必須把這人趕出去，凡自稱為弟兄，但卻行事邪惡的人，他們不可與其相交。因為教會是無酵的麵團，一點酵便能使全團發起來。
哥林多人竟然彼此對簿公堂！讓自己受人訛騙豈不是還好一點嗎？既然他們會審判世界和天使，難道他們在自己當中找不到一個人可以仲裁弟兄之間的爭執嗎？此外，他們必須保持潔淨，因為一切行淫的、拜偶像的和諸如此類的人都不能承受上帝的王國。他們當中也有人從前是這樣，但已經洗淨成聖了。“你們要逃避淫行，”保羅説。“因為你們是重價買來的。所以，要在你們的身子上榮耀上帝。”

### 有關獨身和婚姻的勸告
（覆盖哥林多前书7章1至40節）保羅答覆一個關於婚姻的問題。教會中弟兄姊妹相交要有界限，而夫妻之間正常的性生活，乃是出於神的設計與安排，決不可把它當作是一件不潔淨的事。夫妻雙方在性方面要彼此相待──互相尊敬，互相適應；既不該任意放縱情慾，也不該無故的不肯盡夫妻同居應有的本分，可以減少犯淫亂之罪的機會。
信徒守住獨身，目的是能為主的事多有掛心，但信徒有需要就應該去結婚，不要被扭曲的觀念轄制，結婚與否不應與屬靈與否掛鉤。然而他們若結了婚，就應該繼續與配偶同住。縱使配偶不信，信徒也不該離開對方，因為藉着繼續同住，信徒可以拯救不是信徒的配偶。
至於受割禮和為奴的問題，信徒的身份是基督的奴僕，所以不要作人的奴僕，只作在人的眼前，討人的喜歡；而是存著敬畏主的心，凡事像是給主作的，不是給人作的各人該滿足於蒙召時的身分而保持現狀。若獨身是為要專心服事主，也要守著這身份。未婚的可以保持未婚的身份，但若結婚也不是犯罪。對保羅來說，單身是可以更專心地服事主，他絕對尊重主在各人身上不同的帶領。

### 凡事都為了福音的緣故
（覆盖哥林多前书8章1節至9章27節）祭過偶像的食物又如何？偶像根本算不得甚
什麽！世上有許多的“神”，許多的“主”，但對基督徒來説，“只有一位上帝，就是父”，並有“一位主，就是耶穌基督”。（哥林多前书8:5-6）然而，有人看見你吃祭過偶像的肉，就可能因此跌倒。保羅勸哥林多人在這樣的環境之下就當避免吃祭過偶像的肉，以免引致弟兄跌倒。
為了服事職務的緣故，保羅甘願放棄很多事物。身為使徒，他有權“靠着福音養生”，但他卻沒有這樣做。雖然如此，傳道是他所必須負起的責任；事實上，他説：“若不傳福音，我便有禍了。”故此他使自己成為衆人的奴隸，“向什麼樣的人，⋯⋯就作什麽樣的人。無論如何，總要救些人”。凡保羅所行的，“都是為福音的緣故”。為了在永生的賽程中得勝，贏得不能朽壞的冠冕，他鞭策自己的身體，免得他把好消息傳給别人之後，“自己反被棄絶了”。

### 警戒人提防有害的事物
（覆盖哥林多前书10章1至33節）猶太人的“祖宗”又如何？他們曾在雲下受洗歸入摩西，但大部分人卻沒有得到耶和華的嘉許，反而在曠野中倒斃。為什麽呢？因為他們貪戀有害的事物。基督徒應該從中汲取教訓，遠避偶像和淫行，切勿試探耶和華，向祂發怨言。凡自以為站得穩的，務須小心，免得跌倒。雖然試探必然臨到，但上帝絶不會讓祂的僕人受試探過於所能受的；相反，祂會開一條出路，好使他們忍受得住。保羅寫道：“要逃避拜偶像的事。”（哥林多前书10:1-14）我們不能一面吃主的筵席，又吃鬼靈的筵席。可是，你若在别人家裏吃飯，就不要查問肉的來源。雖然如此，如果有人提醒你這些肉是祭過偶像的，就要為這人的良心的緣故不吃肉。保羅寫道：“無論做什麽，都要為榮耀上帝而行。”（哥林多前书10:31）

### 首領權；主的晚餐
（覆盖哥林多前书11章1至34節）保羅説：“你們該效法我，像我效法基督一樣。”他接着列出上帝就首領權所定的原則：男人是女人的頭，基督是男人的頭，上帝是基督的頭。是故每逢女子在會衆裏禱告或説預言，都應該在頭上有“服權柄的記號”。保羅無法稱讚哥林多人，因為他們聚集起來時有分黨結派的情形。在這種情況下，他們怎能够適當地吃主的晚餐呢？保羅回顧當耶穌創立記念自己死亡的儀式時有甚麽事發生。每個人在吃主的晚餐之前都必須細察自己，以免由於未能分辨“身體”而自招懲罰。

### 屬靈的恩賜；愛和愛的追求
（覆盖哥林多前书12章1節至14章40節）屬靈的恩賜雖各有不同，靈卻是同一的。服事職務和運作雖各有分别，卻有同一的主和同一的上帝。照樣，在基督團結一致的身體裏雖有許多不同分子，每個分子卻彼此相依，正如人的身體一樣。上帝隨己意把各分子安置在身體裏，每個分子都有自己的工作，“免得身上分門别類”。（哥林多前书12:25）若沒有愛，具有屬靈恩賜的人就算不得什麽。愛是恆忍、仁慈的，不嫉妒也不自大。愛只喜歡真理。愛是永不止息的。（哥林多前书13:8）像説預言和外國語言一類的屬靈恩賜終必廢止，但信心、希望、愛心卻會存留；其中最大的就是愛。
保羅勸告哥林多人説：“要追求愛。”要憑着愛心運用屬靈的恩賜去造就會衆。由於這緣故，説預言比説外國語言更勝一籌。保羅寧願用理解力説五句話教導人，過於説萬句别人聽不懂的話。説外國語言是個標記，是為了非信徒而作的；但説預言卻是為了信徒的好處。對於這些問題，他們在理解力方面不該作“小孩子”。至於女子，她們應該在會衆中表現順服。“凡事都要規規矩矩地按着次序行。”

### 復活的希望確切不移
（覆盖哥林多前书15章1節至16章24節）基督復活後曾向磯法顯現，向十二使徒顯現，又曾同時顯給五百多位弟兄看，之後又向雅各顯現，再向所有使徒顯現，最後也顯給保羅看。保羅寫道：「若基督沒有復活，我們所傳的和所信的就都枉然了。」（哥林多前书15:14）各人會按照適當的次序復活：基督是初收果實，其次是基督臨在期間屬基督的人。最後上帝把一切仇敵都放在基督腳下，於是基督就把王國交給天父。甚至最後的仇敵──死亡，也要歸於無有。要是沒有復活，保羅時刻面對死亡的危險又有什麼用處呢？
但死者會怎樣復活呢？正如撒在地裏的穀粒必須死去，植物的本體才能生長，死人復活的情形也與此類似。“所種的是屬血氣的身體，復活的是屬靈的身體。⋯⋯血肉之體不能承受上帝的國。”保羅道出一個神聖秘密：不是人人都會在死亡中沉睡。就在最後的號角吹響的時候，在眨眼之間，他們都要改變。在這個時候，必朽壞的必須穿上不朽性，死亡從此就被永遠吞滅了。“死啊！你得勝的權勢在哪裏？死啊！你的毒鈎在哪裏？”保羅從心底喊道：“感謝上帝，使我們藉着我們的主耶穌基督得勝。”
在末了，保羅勸哥林多人要以有條不紊的方式湊集捐款，送到耶路撒冷幫助有需要的弟兄。保羅提及自己要取道馬其頓探訪哥林多人，並且表示提摩太和亞波羅也會探訪他們。保羅勉勵弟兄們説：“你們務要警醒，在真道上站立得穩，要作大丈夫，要剛强。凡你們所做的都要憑愛心而做。”保羅代亞細亞的各群會衆向哥林多人問好，最後他更親筆問安，表達他的愛心。

## 基督新教觀點

### 加深对旧约圣经的理解
使徒保羅的這封書信引用了希伯來文聖經（旧约）的許多經節，使人對這部分聖經的了解大增而得益不淺。保羅在第10章指出，摩西領導下的以色列人喝了出自靈磐石的水，而靈磐石就是基督。然後他提及貪戀有害的事物會導致甚麽悲慘的後果，摩西領導下的以色列人的經歷便足以充分表明這點。接着他補充説：“他們遭遇這些事都要作為鑑戒，並且寫在經上，正是警戒我們這末世的人。”千萬不要變成過度自信，以為自己永不會跌倒！保羅再次以律法為喻，引述以色列人的交誼祭物，表明出席主的晚餐的人應該怎樣以適當的方式領食耶和華的筵席。然後他引用詩篇24:1説，“地和其中所充滿的⋯⋯都屬耶和華，”藉此支持他認為從市上買來的肉都可以吃的主張。
為了表明“上帝為愛祂的人所預備的”事遠較優越，而世俗“智慧人的意念是虚妄的”，保羅再次引用希伯來文聖經。他引用耶和華的律法作為權威去支持他在第5章吩咐會衆把犯過者開除的訓示，説：「當把那惡從你們中間除掉。」（申命记17:7）保羅在討論自己有權賴服事職務維生時再次引用摩西律法，指出律法規定牲畜踹穀時，人不可籠住牠的嘴，使其無法吃穀。在聖殿服務的利未人則有權從祭壇收取屬於他們的分。

### 诸多有益的劝告
- 保羅給哥林多人的第一封信含有很多受上帝所感示的勸告，這些訓示可以给予人很大的裨益！
- 要沉思其中的勸告，不要分黨結派而跟從人。（第1-4章）
- 哥林多當地發生的不道德事件，以及保羅强調在會衆中務要道德高尚、保持潔淨。（第5-6章）
- 就獨身、婚姻、分居等問題所提出的勸告。（第7章）
- 在談及祭過偶像的食物時有力地强調基督徒必須小心避免使人跌倒或落入崇拜偶像的陷阱中。（第8-10章）
- 適當的順服和各種屬靈恩賜，並且就愛這種永不止息的品德作了一項極為實用的討論。保羅也極力强調基督徒的聚會應當秩序井然。（第11-14章）
- 在上帝感示之下對復活一事作了一項有力的辯護。（第15章）

這一切和其他的有益資料给人极深的印象，對今日的基督徒具有很大的價值！

### 对圣经主题的理解
保羅的這封信特别加深我們對聖經的偉大主題──上帝的王國的理解。它提出嚴厲的警告，不義的人必不能承受上帝的國，並且把許多使人失去資格的惡行列舉出來。（哥林多前书6:9-10）但最重要的是，它解釋復活與上帝王國的關係。基督是復活的「初熟果子」，他“要作王，等上帝把一切仇敵都放在他腳下”。基督征服了一切仇敵参看哥林多前书包括死亡在內参看哥林多前书之後，“就把國交與父上帝，⋯⋯叫上帝為萬物之主”。最後，基督會與他那些復活了的屬靈弟兄合力把蛇的頭擊碎，從而應驗了上帝在伊甸園裏所作的王國應許。懷有屬天復活希望的基督徒可以與基督耶穌一同在天國裏享有不朽的生命。保羅根據復活的希望提出勸勉説：“親愛的弟兄們，你們務要堅固，不可搖動，常常竭力多做主工；因為知道你們的勞苦，在主裏面不是徒然的。”